# Fabian Cancellara
Fabian Cancellara (født 18. marts 1981 i Bern) er en tidligere professionel schweizisk cykelrytter. Hans største force var tidskørsler og brostensklassikere. Siden maj 2022 har han været ejer af cykelholdet Tudor Pro Cycling.

## Karriere
Allerede som junior gjorde Cancellara sig bemærket, da han i 1998 og 1999 blev juniorverdensmester i enkeltstart.[kilde mangler] I hans første professionelle år 2001-2002 kørte Cancellara for Mapei-holdet,[kilde mangler] men uden at opnå større succes.[kilde mangler] Dette lykkedes ham først i 2003 med holdet Fassa Bortolo. Her fik han sine første etapesejre i Romandiet Rundt[kilde mangler] og Schweiz Rundt.[kilde mangler] I 2004 opnåede han sin hidtil største triumf, da han vandt prologen i sit allerførste Tour de France,[kilde mangler] og kunne køre første etape med den gule førertrøje. I 2005 markerede han sig blandt andet med en stærk fjerdeplads i klassikeren Paris-Roubaix[kilde mangler] og skiftede hold til CSC eftersom Fassa Bortolo blev opløst.[kilde mangler] I 2006 vandt han blandt andet klassikeren Paris-Roubaix,[kilde mangler] og blev verdensmester i enkeltstart.[kilde mangler] Han forsvarede verdensmestertitlen året efter,[kilde mangler] og havde et vellykket Tour de France hvor han vandt prologen[kilde mangler] og 3. etape,[kilde mangler] og kørte med den gul trøje frem til 7. etape.[kilde mangler]
2008-sæsonen startede med sejr på prologen i Tour of California[kilde mangler] og fortsatte med sejr i Monte Paschi Eroica, og vandt enkeltstarten i Tirreno-Adriatico,[kilde mangler] noget som sikrede ham den sammenlagte sejr. Nogle dage senere vandt han klassikeren Milano–Sanremo.[kilde mangler] Under OL i Beijing i 2008 fik han sølv i landevejsløbet – reelt sluttede han løbet som treer, men efterfølgende blevet løbets sølvvinder Davide Rebellin testet positiv for bloddoping[kilde mangler] og fik frataget sin medalje[kilde mangler] – og guld i enkeltstart.[kilde mangler]
2009-sæsonen startede også med sejr på prologen i Tour of California, men på den næste etape måtte han udgå på grund af sygdom. Han fik store dele af forårsæsonen ødelagt på grund af skader og sygdom. I juni var han tilbage med to etapesejre og den samlede sejr i Tour de Suisse.[kilde mangler] Han stillede ikke til start ved enkeltstarten ved det schweiziske mesterskab ugen efter,[kilde mangler] men vandt landevejsløbet.[kilde mangler]
Den 24. september 2009 kunne Fabian Cancellara kalde sig for verdensmester i enkeltstart for tredje gang.[kilde mangler] Han vandt overbevisende og satte hans modstandere til vægs.[kilde mangler] 1,27 min var der ned til nr 2 Gustav Larsson.[kilde mangler]
2010 skulle vise sig at blive en fantastisk sæson for Fabian Cancellara. Tidligt på sæsonen vandt han Tour of Oman, men de store resultater ventede et par måneder fremme. Efter at have vist god form i Milano-San Remo blev brostenssæsonen indledt af den schweiziske mester. Først vandt han suverænt Flandern Rundt[kilde mangler] – et løb Cancellara havde gjort til sit helt store sæsonmål – og blot en uge senere vandt han Paris-Roubaix,[kilde mangler] om muligt endnu mere suverænt.[kilde mangler]
Han blev enig med Bjarne Riis om at blive løst fra sin kontrakt fra udgangen af 2010, men det er uvist hvilket hold han skal køre for i 2011. Der er dog i flere medier spekuleret i at han følger med over til Leopard Trek sammen med mange af hans tidligere holdkammerater fra Team Saxo Bank . Denne mistanke blev bekræftet af Fabian Cancellara. Cancellara har også vundet VM i enkelstart 4 gange.[kilde mangler]
Fabian Cancellara kørte sin første sæson for det nye hold Leopard Trek i 2011, hvor han, ligesom det følgende år, vandt den afsluttende enkelstart i Tirreno-Adriatico,[kilde mangler] hvorefter han blev nummer to i både Milano-Sanremo[kilde mangler] og Paris-Roubaix,[kilde mangler] mens han imellem de to løb vandt E3 Prijs Vlaanderen for andet år i træk og blev nummer tre i Flandern Rundt. Han vandt både den indledende og den afsluttende enkeltstart i Tour de Suisse, og sidst i juni blev han schweizisk mester i landevejscykling. Han blev, meget uvant, nummer syv på den eneste enkeltstart i Touren.[kilde mangler] Til VM i landevejscykling 2011, der blev afholdt i København, blev han nummer tre[kilde mangler] i enkeltstarten efter Tony Martin og Bradley Wiggins og nummer 4 i landevejsløbet.[kilde mangler]
2012 var ikke et synderligt succesfuldt år for Fabian Cancellara. Han viste god form i sæsonens tidlige løb, men hans brostensklassikere blev ødelagt af et styrt i Flandern Rundt, hvilket forårsagede en pause helt frem til hans hjemlands store etapeløb, der startede i starten af juni. Han vandt prologen i Tour de France,[kilde mangler] men det store mål syntes at være OL i landevejscykling. Her sad han i udbrud, da han kort før mål fejlvurderede et sving og styrtede. Han gennemførte dog som nummer 106 ud af 110. Han blev sendt på hospitalet, hvor man opdagede, at der ikke var nogen brud, og derfor fik han lov at køre enkeltstarten, hvor han sluttede som nummer 7.[kilde mangler] Efter de Olympiske Lege 2012 sluttede han sin sæson.
I 2013 vandt for anden gang både Flandern Rundt[kilde mangler] og Paris-Roubaix,[kilde mangler] efter han havde vundet E3 Prijs Vlaanderen for tredje gang.

## Sejre
2006
- Verdensmester i enkeltstart.
- Paris-Roubaix

2007
- Tour de France
  - Vinder af prologen
  - Vinder af 3. etape
- Verdensmester i enkeltstart.

2008
- Tirreno-Adriatico – sammenlagt og enkeltstarten
- Milano-Sanremo
- Sølv i OL - landevejsløb
- Guld i OL - enkeltstart
- Monte Paschi Eroica
- Tour de Suisse
  - Vinder af 7. etape
  - Vinder af 9. etape
  - Vinder af pointtrøjen
  - Samlet vinder af Tour de Suisse 2008
- Tour of California – Prolog
- Schweizisk mester i enkeltstart
- Luxembourg Rundt – Prolog

2009
- Tour of California – Prolog
- Tour de Suisse – To etaper, pointtrøjen og samlede sejr
  - 1. etape
  - 9. etape
  - Vinder af pointtrøjen
- Schweizisk mester på landevej
- Tour de France – etapesejr på 1. etape
- Vuelta a España – etapesejre på 1. og 7. etape
- Verdensmester i enkeltstart.

2010
- Tour of Oman
- E3 Prijs Vlaanderen
- Flandern Rundt
- Paris-Roubaix
- Tour de France – To etaper
  - Prologen
  - 19. etape

## Eksterne links
- Wikimedia Commons har flere filer relateret til Fabian Cancellara
- Officielle hjemmeside Arkiveret 12. september 2007 hos  Wayback Machine
- Fabian Cancellaras opslag i Munzinger Sportsarchiv (tysk)
- Fabian Cancellaras profil på Olympics.com (engelsk)
- Fabian Cancellaras profil på Olympic.org (arkiveret) (engelsk)
- Fabian Cancellaras profil på Sports-Reference OL-resultater (arkiveret) (engelsk)
- Fabian Cancellaras profil på Olympedia (engelsk)
- Fabian Cancellaras profil hos UCI (engelsk)
- Fabian Cancellaras profil på CycleBase (engelsk)
- Fabian Cancellaras profil på Cykelsiderne
- Fabian Cancellaras profil på Cycling Quotient (engelsk)
- Fabian Cancellaras profil på ProCyclingStats (engelsk)